# 涵西街道
涵西街道是中国福建省莆田市涵江区下辖的一个街道。

## 行政区划
涵西街道下辖以下地区：
孝义社区、青年社区、前街社区、延宁社区、楼下社区、保尾社区、商城社区、苍林社区、涵西社区和群英社区。